# هوهانس قورقانیان
هوهانس ظورابی قورقانیان (ارمنی: Հովհաննես Զուրաբի Ղորղանյան؛ زادهٔ ۱۸۳۳ - درگذشته تاریخ نامعلوم ) یک اقتصاددان و سیاستمدار اهل ارمنستان که از تاریخ اکتبر ۱۸۷۹ تا تاریخ سپتامبر ۱۸۸۴ سمت شهردار ایروان را برعهده داشت.

## زندگی‌نامه
در ۱۸۳۳ در تفلیس به دنیا آمد. وی همچنین برنده نشان آنای مقدس (درجه سه)، نشان استانیسلاس مقدس درجه دو و درجه سه، و مدال‌های جنگ کریمه شده است.  تاریخ درگذشت وی نامعلوم است. (اواخر سده ۱۹ و اوایل سده ۲۰ میلادی).